# آغنجادزور
آغنجادزور (به ارمنی: Աղնջաձոր) یک روستا در ارمنستان است که در استان وایوتس‌جور واقع شده‌است. آغنجادزور در ۲۳ کیلومتری شمال یغگنادزور، مرکز استان وایوتس‌جور واقع شده است.

## خصوصیات
آغنجادزور ۴۴۹ نفر جمعیت دارد و در ارتفاع ۱۶۱۰ متر بالاتر از سطح دریا قرار گرفته است.